# Llengua mandan
El manda o mandan  (etnònim: nų́ʔetaːre) és una de les llengües sioux occidentals parlada pels mandans de Dakota del Nord, als Estats Units. Era una llengua amenaçada i el seu darrer parlant, Edwin Benson va morir en desembre de 2016.

## Ús de la llengua i esforços de revitalització
Per a l'any 2009, només hi havia un parlant fluid de manda, Edwin Benson (1931-2016). El dr. Benson estava ensenyant en programes d'escoles locals per tal d'encoratjar l'ús de la llengua, junt amb altres especialistes.
El manda és ensenyat al Fort Berthold Community College, juntament amb l'hidatsa i l'arikara. El lingüista Mauricio Mixco de la Universitat de Utah s'ha involucrat en el treball de camp amb la resta de parlants des de 1993. A partir del 2007 resta per processar gran quantitat de material en mandan a l'escola i al North Dakota Heritage Center, a Bismarck (Dakota del Nord), segons els lingüistes.

## Relacions genètiques
Inicialment es va creure que el manda estava estretament relacionat amb les llengües dels hidatses i crows. Tanmateix, des que el mandat ha estat en contacte amb l'hidatsa i el crow durant molts anys, la relació exacta entre el mandan i altres llengües sioux (incloent hidatsa i crow) s'ha enfosquit i és indeterminat actualment. Per això el mandan és més sovint considerat com una branca separada de la família sioux.
El mandan té dos dialectes principals: 
1. Nuptare
2. Nuetare

Només la varietat nuptare va sobreviure fins al segle xx, i tots els parlants eren bilingües en hidatsa. El 1999, només hi havia sis parlants fluids vius de mandan.
La llengua va rebre molta atenció per part dels estatunidencs blancs a causa del color de la pell, suposadament més clara del poble mandan, especulant que es devia a un origen final europeu. En la dècada de 1830 Maximilian zu Wied-Neuwied va passar molt més temps amb els mandan que amb les altres llengües sioux i preparà addicionalment una llista comparativa de paraules del mandan i gal·lès (pensava que el mandan podria haver evolucionat del gal·lès). La idea d'una connexió mandan/gal·lès, avui totalment desautoritzada, va rebre el suport de George Catlin.

## Sons
El mandan té els següents fonemes:
| Consonants | Labial | Alveolar | Post- alveolar | Velar | Glotal |
| ---------- | ------ | -------- | -------------- | ----- | ------ |
| Oclusiva   | p      | t        |                | k     | ʔ      |
| Fricativa  |        | s        | ʃ              | x     | h      |
| Sonorant   | w      | r        |                |       |        |

/w/ i /r/ esdevé [m] i [n] després de vocals nasals, i /r/ és [ⁿd] a inici de paraula.
|         | Frontal | Frontal | Frontal | Frontal | Central | Central | Central | Central | Posterior | Posterior | Posterior | Posterior |
| Oral    | Oral    | Nasal   | Nasal   | Oral    | Oral    | Nasal   | Nasal   | Oral    | Oral      | Nasal     | Nasal     |           |
| llarga  | curta   | llarga  | curta   | llarga  | curta   | llarga  | curta   | llarga  | curta     | llarga    |           |           |
| ------- | ------- | ------- | ------- | ------- | ------- | ------- | ------- | ------- | --------- | --------- | --------- | --------- |
| Tancada | i       | iː      | ĩ       | ĩː      |         |         |         |         | u         | uː        | ũ         | ũː        |
| Mitjana | e       | eː      |         |         |         |         |         |         | o         | oː        |           |           |
| Oberta  |         |         |         |         | a       | aː      | ã       | ãː      |           |           |           |           |

## Gramàtica
El mandan és una llengua SOV.
El mandan té un sistema d'acord al·locutiu, és a dir, es poden utilitzar diferents formes gramaticals que depenen del gènere del destinatari. Les preguntes dels homes han d'utilitzar el sufix -oʔša mentre que el sufix -oʔrą és usat quan es pregunta a les dones. Així mateix el sufix d'indicatiu és -oʔs quan s'adreça als homes i -oʔre quan s'adreça a les dones, i també per als imperatius: -ta (mascuñí), -rą (femení).
Els verbs mandan inclouen un conjunt de verbs posturals, que codifiquen les formes del subjecte del verb:
| wɛ́rex                         | nakóc         |
| wɛ́rex                         | nak-óc        |
| pot                           | seure-present |
| 'Un pot era aquí (assentat).' |               |

| mítixtɛ̀na                 | tɛ́romakoc                |
| míti-xtɛ̀-na               | tɛ-romakoc               |
| vila-gran-emfàtic         | romandre-narratiu.passat |
| 'Hi havia una gran vila.' |                          |

| má:ta              | makómakoc              |
| má:ta              | mak-omakoc             |
| riu                | estava-narratiu.passat |
| 'El riu era aquí.' |                        |

## Vocabulari
El mandan, com altres llengües ameríndies, té elements de simbolisme fonètic en el seu vocabulari. Un so /s/ sovint denota intensitat petit/menor, /ʃ/ denota mitjania, /x/ denota intensitat gran/llarg:
- síre "groc"
- šíre "color lleó"
- xíre "marró"

- sró "dringadissa"
- xró "sotragueig"

Compareu exemples similars en lakota.